# Setians
Els Setians van ser una secta religiosa, un grup de tendència gnòstica que va sorgir cap al segle ii a la part oriental de l'Imperi Romà. Van ser un dels principals corrents del gnosticisme durant els segles II i III, juntament amb els valentinians.
El seu nom prové de la figura de Set, el tercer fill d'Adam i Eva. Segons Hipòlit de Roma, els setians creien en tres principis de l'univers, cada un d'ells amb infinites potències. Ireneu diu que aquestes potències estaven representades per Caín, el principi terrenal, per Abel, el principi psíquic i la tercera per Set, el principi espiritual. Alguns autors consideren que els setians, i també els ofites i els caïnites eren sectes jueves precristianes. Però els setians identificaven Set amb Crist, i s'argumenta que tenien orígens precristians però que van absorbir idees sincrètiques del judaisme i del cristianisme, i també del neoplatonisme.
El mite cosmogònic de Set re-interpreta el llibre del Gènesi i la resta del Pentateuc, i representa un canvi radical en la concepció jueva ortodoxa de la creació i la relació divina amb la realitat. La cosmogonia setiana està definida a l'Evangeli apòcrif de Joan, que descriu un Déu desconegut, semblant al que descriu Pau als Fets dels Apòstols 17:23. Alguns conceptes setians deriven d'una fusió del Platonisme o de conceptes neoplatònics amb l'Antic Testament.
Teodoret deia que els setians eren la mateixa cosa que els ofites, que tots dos grups veneraven la serp i que la diferència consistia en que uns adoraven Set i els altres no. Deien que l'ànima de Set havia passat a Jesucrist i que eren la mateixa cosa.

## Textos setians[4]
La majoria dels textos setians només es conserven en una traducció copta de l'original grec. Es coneixien molt pocs textos abans del descobriment dels Manuscrits de Nag Hammadi, una col·lecció de traduccions coptes dels segles iii i iv de textos gnòstics, que es van amagar, sembla, a causa d'un decret d'Atanasi d'Alexandria que prohibia l'ús de llibres no canònics.
- Evangeli de Judes
- Apocalipsi d'Adam
- Evangeli apòcrif de Joan
- Pensament de Norea
- Trimorfa Protennoia
- Evangeli Copte dels Egipcis
- Zostrià
- Tres Esteles de Set
- Marsanes
- Al·logenes
- Hipòstasi dels Arconts
- El Tro, Ment Perfecta
- Segon Tractat del Gran Set